# Flughafen Schwerin-Parchim

i7
i11
i13
Der Verkehrsflughafen Schwerin-Parchim (auch englisch Schwerin-Parchim International Airport, IATA-Code: SZW, ICAO-Code: EDOP) war ein Regionalflugplatz in Parchim (Mecklenburg-Vorpommern). Er wurde im Februar 2023 geschlossen.

## Geschichte

### Vorgeschichte
Das Gelände des späteren Flughafens an der Straße nach Lübz am westlichen Stadtrand Parchims wurde seit den 1880er Jahren als Kavallerie-Exerzierplatz für Übungen der in Parchim garnisonierten Dragoner genutzt. Im Oktober 1914 entstand auf dem Gelände eines der größten deutschen Kriegsgefangenenlager des Ersten Weltkriegs, in dem zeitweise bis zu 15.000 Gefangene in ca. 250 Holzbaracken lebten. Das Lager bestand über das Ende des Weltkriegs hinaus; zuletzt waren hier im Polnisch-Sowjetischen Krieg internierte Rotarmisten untergebracht, die im Juli 1921 nach Sowjetrussland zurückkehrten. Im Herbst 1921 kaufte der Freistaat Mecklenburg-Schwerin die Baracken auf, um das Material für den Siedlungsbau zu verwenden. Das noch heute vorhandene, 1916 eingeweihte Ehrendenkmal auf dem Gefangenenfriedhof des ehemaligen Lagers erinnert an die frühere Nutzung des Platzes.

### Militärflugplatz
Im Jahr 1934 wurden auf dem Feld erste Flüge mit Gleitflugzeugen durchgeführt. Im Zuge des Aufbaus der Luftwaffe wurde im selben Jahr mit dem Bau erster Fliegerhorste begonnen und es gab bereits über 40 militärische Fliegerverbände in Deutschland, die noch als zivile Organisationen getarnt waren. Der Parchimer Flugplatz wurde während der Aufrüstung der Wehrmacht gebaut und im August 1937 eröffnet. Während des Zweiten Weltkriegs waren auf dem Flugplatzgelände Luftlandeeinheiten und Lastensegler stationiert. Ab Ende 1942 waren hier verschiedene Nachtjägereinheiten, hauptsächlich Teile des Nachtjagdgeschwaders 5  und des Nachtjagdgeschwaders 2 (ab Juli 1943) stationiert. Gegen Ende des Krieges kamen Raketenjäger Me 163 Komet, Strahljäger Me 262 und Bomber He 111 mit Gleitbomben Hs 293 hinzu. Die US-Luftwaffe zerstörte den Flugplatz im April 1945.
Die folgende Tabelle zeigt eine Auflistung ausgesuchter fliegender aktiver Einheiten (ohne Schul- und Ergänzungsverbände) der Luftwaffe der Wehrmacht, die hier zwischen 1939 und 1945 stationiert waren.
| Von            | Bis            | Einheit                                                    | Ausrüstung                                               |
| -------------- | -------------- | ---------------------------------------------------------- | -------------------------------------------------------- |
| November 1939  | November 1939  | IV./KG z.b.V. 1 (IV. Gruppe des Kampfgeschwaders z.b.V. 1) | Junkers Ju 52/3m                                         |
| April 1940     | April 1940     | Teile der III./KG 30                                       | Junkers Ju 88A                                           |
| September 1940 | März 1941      | II./KG z.b.V. 1                                            | Junkers Ju 52/3m                                         |
| Juni 1941      | Juni 1941      | Stab/KG z.b.V. 1                                           | Junkers Ju 52/3m                                         |
| März 1942      | Mai 1942       | Teile der III./KG 4                                        | Heinkel He 111H-6, He 111H-16                            |
| Juni 1942      | September 1942 | Stab, I./LLG 2                                             | Heinkel He 111, Gotha Go 242, DFS 230                    |
| Mai 1942       | Juni 1942      | 1. bis 4. und 6. Go-Staffel der Lw.                        | Gotha Go 242                                             |
| Dezember 1942  | April 1944     | II./NJG 5                                                  | Messerschmitt Bf 110G-4                                  |
| März 1944      | Juli 1944      | Erprobungskommando 25                                      | Messerschmitt Me 410A-1, Bf 109G-2, Focke-Wulf Fw 190A-7 |
| Juli 1943      | Oktober 1943   | I./NJG 2                                                   | Junkers Ju 88C-6, Messerschmitt Bf 110G-4                |
| Juli 1943      | März 1944      | II./NJG 2                                                  | Junkers Ju 88C-6                                         |
| Dezember 1944  | Februar 1945   | II./KG 40                                                  |                                                          |
| Januar 1945    | April 1945     | III./JG 7                                                  | Messerschmitt Me 262A-1                                  |
| Februar 1945   | April 1945     | I./JG 1                                                    | Heinkel He 162A                                          |
| April 1945     | April 1945     | II./JG 7                                                   | Messerschmitt Me 262A-1                                  |

Vier Jahre später wurde auf dem wiederaufgebauten Flugplatz das sowjetische 20. Garde-Jagdfliegerregiment stationiert, das später zum Jagdbombenfliegerregiment umgebildet und 1970 von ersten Hubschraubereinheiten abgelöst wurde. Folgend wurde der Flugplatz ab 1973 durch das 172. selbstständige Kampfhubschrauberregiment genutzt, das bis 1992 blieb. 1987 kam das 439. selbstständige Hubschrauberregiment hinzu.

### Zivile Nutzung
Drei Jahre nach dem Fall der Mauer, am 13. November 1992, wurden die russischen Streitkräfte offiziell vom Flugplatz verabschiedet und ab dem 1. Dezember 1992 wurde der Flugplatz privat genutzt. Dafür wurde im gleichen Jahr die FPM Flughafen Parchim Mecklenburg GmbH gegründet, unter Geschäftsbesorgung der Gesellschaft für Wirtschaftsförderung Parchim. Zugelassen war der Flugplatz, dessen technische Einrichtungen beim Abzug der russischen Streitkräfte demontiert worden waren, zunächst nur für die Allgemeine Luftfahrt unter Sichtflugbedingungen am Tage. Im Jahr 1994 wurden eine Anflugbefeuerung in Landerichtung 24, die Landebahnrand- und eine provisorische Rollbahnbefeuerung neu installiert. Zugleich wurde ein auf zwei Jahre befristeter, provisorischer Tower errichtet, der schließlich bis 2015 in Betrieb blieb. Im November 1994 wurde das Land Mecklenburg-Vorpommern Hauptgesellschafter des Flughafens.
Ab 1995 riss man die maroden Rollbahnen ab, die nicht breit genug und nicht tragfähig genug für moderne Verkehrsflugzeuge waren. Diverse bodengestützte Navigationsanlagen wurden errichtet.
Der zivile Flugbetrieb nach Instrumentenflugregeln wurde am 23. Mai 1996 mit einem NDB-DME Nichtpräzisionsverfahren (ungerichtetes Funkfeuer) aufgenommen, allerdings zunächst beschränkt auf Flugzeuge bis zu 5700 kg, weil es nur einen einzigen provisorischen Rollweg und ein nicht belastbares Vorfeld gab.
Trotzdem nutzte die Lufthansa den Flughafen ab dem 15. Juni 1996 regelmäßig mit Airbus A319 und A320 für Trainingsflüge. Die Maschinen rollten dabei zunächst nicht von der Landebahn ab. Einen Monat später trainierte eine erste Boeing 747 der Lufthansa, und bis Ende 1996 war Schwerin-Parchim bei praktisch allen deutschen Fluggesellschaften als Trainingsplatz, dank nahezu fehlenden sonstigen Verkehrs, etabliert. In Spitzenzeiten trainierten bis zu drei Fluggesellschaften pro Tag, manchmal zwei Gesellschaften gleichzeitig.
Im Jahr 1996 wurde der Flughafen von der Landesluftfahrtbehörde in die ICAO-Kategorie 4 E eingestuft. Die im Laufe des Jahres völlig neu gebauten Rollbahnen wurden am 30. Oktober 1996, zeitgleich mit einem neu installierten Instrumentenlandesystem CAT I für die Landerichtung 24, in Betrieb genommen. Ein neues Vorfeld mit vier Abstellpositionen konnte ab 1997 genutzt werden; die Befeuerung wurde komplettiert.
Der erste kommerzielle Charterflug startete am 25. April 1997, als eine BAe 146 der Hamburg Airlines von Schwerin-Parchim zum Flughafen Thessaloniki flog. Allerdings hatte der Flughafen noch kein festes Terminal; die Passagiere wurden in einem Zelt abgefertigt.
Für den Flughafen gab es zwischen 1991 und 1999 für den Ausbau Investitionen in Höhe von 67,7 Millionen DM. Darin enthalten war ein Zuschuss im  Rahmen  der Gemeinschaftsaufgabe Verbesserung der regionalen Wirtschaftsstruktur von 60,7 Mio. DM. Außerdem zahlte das Land Mecklenburg-Vorpommern aus seinem Landeshaushalt 667.000 DM an die Betreibergesellschaft FPM.

### Neues Abfertigungsgebäude und touristische Flüge

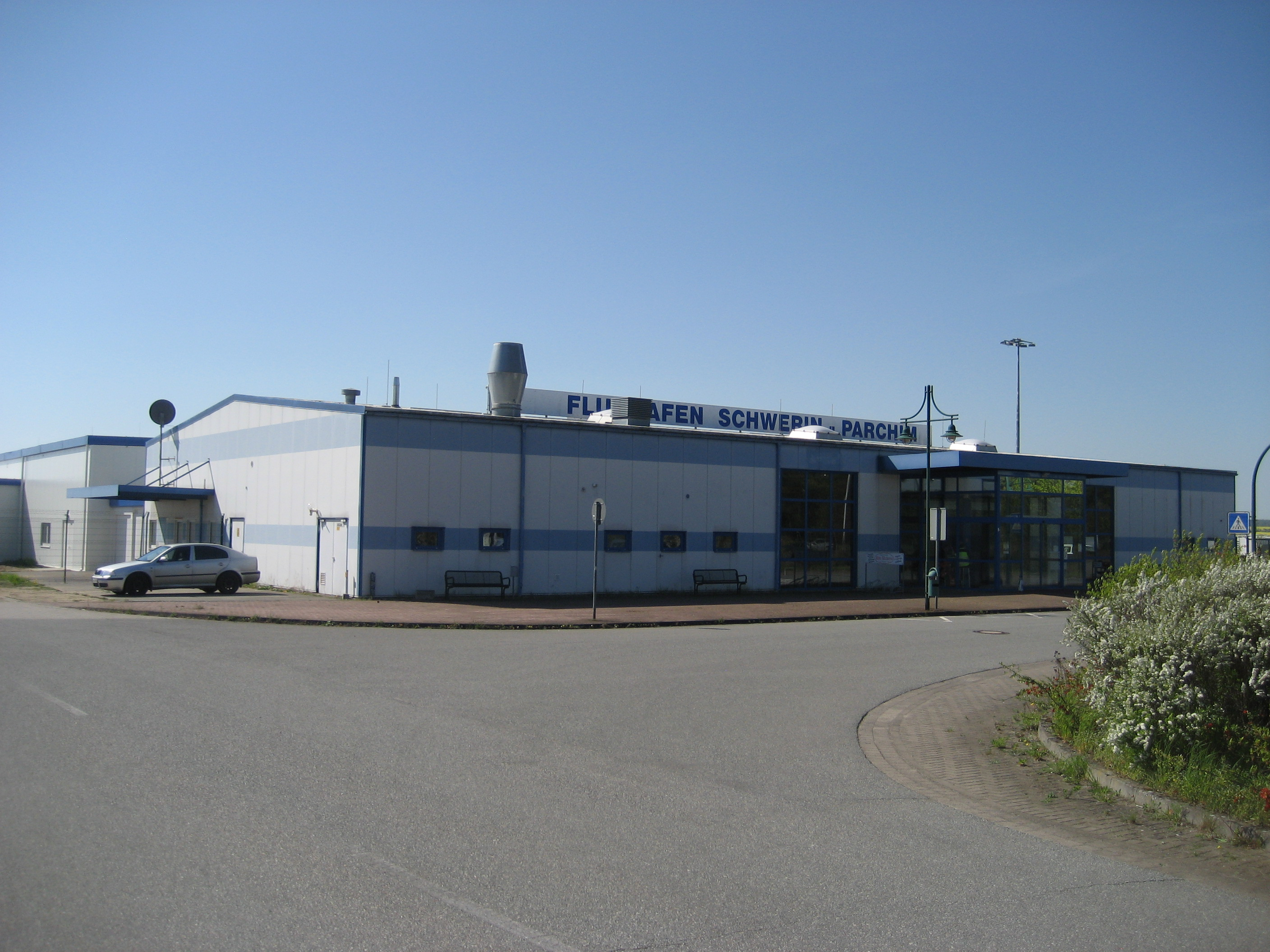
Abfertigungshalle im Jahr 2016

Am 30. März 1998 wurde ein neues Flughafenabfertigungsgebäude eingeweiht. Am selben Tag flog ein Airbus A320 der Aero Lloyd nach Antalya (Türkei). Damit begann der offizielle Tourismusflugverkehr. Weitere regelmäßige Flugziele 1998 waren Monastir mit Tunisair sowie Palma de Mallorca mit Spanair. Die Flüge wurden von Neckermann Reisen angeboten. In den folgenden Jahren war Palma aufgrund schwacher Nachfrage das einzige wöchentlich angeflogene Ziel. Die Strecke wurde samstags von Condor mit Lufthansa Airbus 319 und Besatzung im Wet-Lease, bzw. von Air Europe mit Boeing 737 bedient. Sonstige Charterflüge, vorrangig durchgeführt von Air Berlin, starteten gelegentlich zu Flugzielen im Mittelmeerraum.
Seit September 2000 wurde der Flughafen auch im internationalen Luftfrachtverkehr genutzt. Angefangen wurde mit einer Serie von Flügen russischer Gesellschaften mit Iljuschin Il-76 aus Shanghai, mit Zwischenlandung in Irkutsk. Der Frachtumschlag auf LKW und die Zollkontrolle fanden dabei bis 2006 direkt an der Abstellposition der Flugzeuge auf dem Vorfeld statt.
Im März 2005 wurde der Landkreis Parchim neuer Betreiber des Flughafens und löste die vorher hier tätige britische Plane Station Group ab. Seitdem nannte sich der Flughafen Schwerin-Parchim Baltic Airport Schwerin-Parchim.
Mitte 2006 beschloss der Landrat des Landkreises Parchim auf Empfehlung seines Beirats und externer Berater, den Flughafen künftig als reinen Frachtflughafen zu betreiben. Durch die Lage des Flughafens zwischen den Metropolen Hamburg und Berlin (deren Flughäfen jeweils Nachtflugbeschränkungen unterliegen) konnte der Flughafen insbesondere auch während der Nachtstunden Luftfrachtflüge abwickeln. Ende November 2006 begann die Luftwaffe, den Flughafen für Charterflüge von Hilfsgütern nach Afghanistan zu nutzen. Eine Frachtumschlaghalle mit rund 3000 m² wurde ebenfalls 2006 eröffnet und von der Cargologic GmbH, einer Tochterfirma der Rhenus Logistics AG betrieben.
Seit 1994 flossen bereits mehr als 36 Millionen Euro an Landesfördermitteln in den Flughafen Schwerin-Parchim. In der Saison 2005 nutzten rund 4600 Passagiere den Flughafen.
Durch die Fluggesellschaft Hamburg International wurden Charterflüge zum Goldstrand (Flughafen Warna) und Sonnenstrand (Flughafen Burgas) in Bulgarien durchgeführt, die spanische Gesellschaft Futura International Airways flog im Sommer 2005 je zweimal wöchentlich Palma de Mallorca und Warna (Bulgarien) an.

### Parchim als Lagerungsstätte für Flugzeuge
Der Flughafen wurde ebenfalls als Standort der Langzeitkonservierung durch die Lufthansa Technik genutzt. Zwischen September und November 2013, kurzzeitig in Hamburg eingelagert, daraufhin wieder zwischen Januar 2014 und November 2015 in Parchim, befand sich auf dem Flugplatz ein Airbus A330-200 in Zwischenlagerung. Eine weitere Maschine war im Zeitraum vom Oktober 2013 bis Dezember 2014 abgestellt, beide Flugzeuge in der Bemalung der indischen Kingfisher Airlines (im Besitz der DAE Capital).
Im Zeitraum vom Januar 2015 bis in den September 2019 befanden sich sieben A340-600 der China Eastern Airlines auf dem Gelände. Diese wurden durch die Boeing Aircraft Holding Company als Tauschhandel zwischen Boeing und China Eastern Airlines gegen Langstreckenmaschinen der hauseigenen Boeing 777-Familie eingetauscht. Mit diesem Deal wurden noch weitere zehn B-777 gekauft. Zwei der Airbus-Maschinen wurden 2019 verschrottet und die verbliebenen fünf nach Teruel oder Abu Dhabi geflogen.
Ein A340-500 der Lufthansa Technik und ein A340-300 der AirAsia X befanden sich ebenfalls in Langzeitkonservierung (im Zeitraum von 2014 bis 2018). Ab 2017 bis 2018 befanden sich in Parchim zwei weitere A340-600 der Lufthansa.

### Verkauf an LinkGlobal

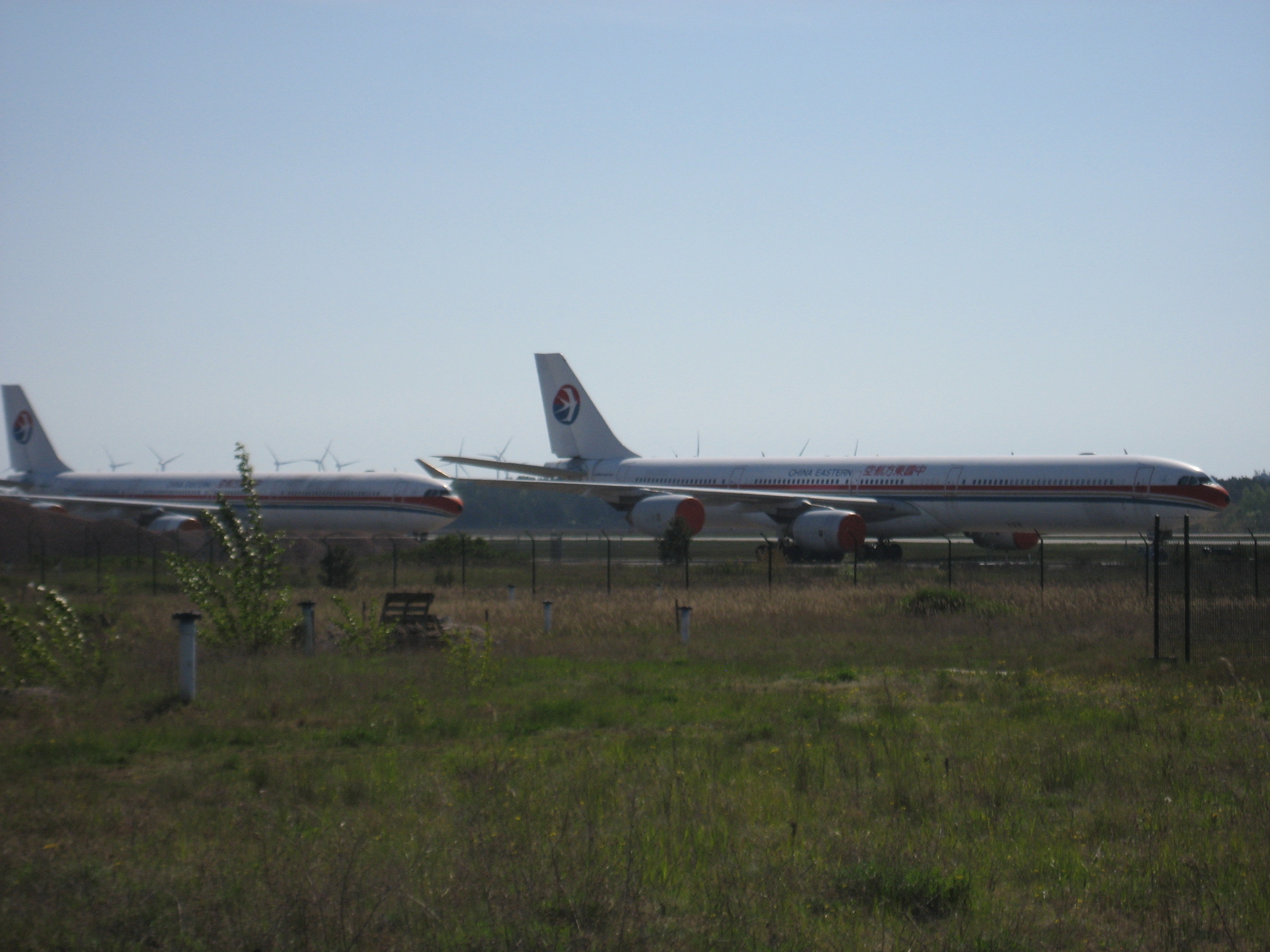
Airbus A340 von China Eastern Airlines auf dem Gelände im Jahr 2016

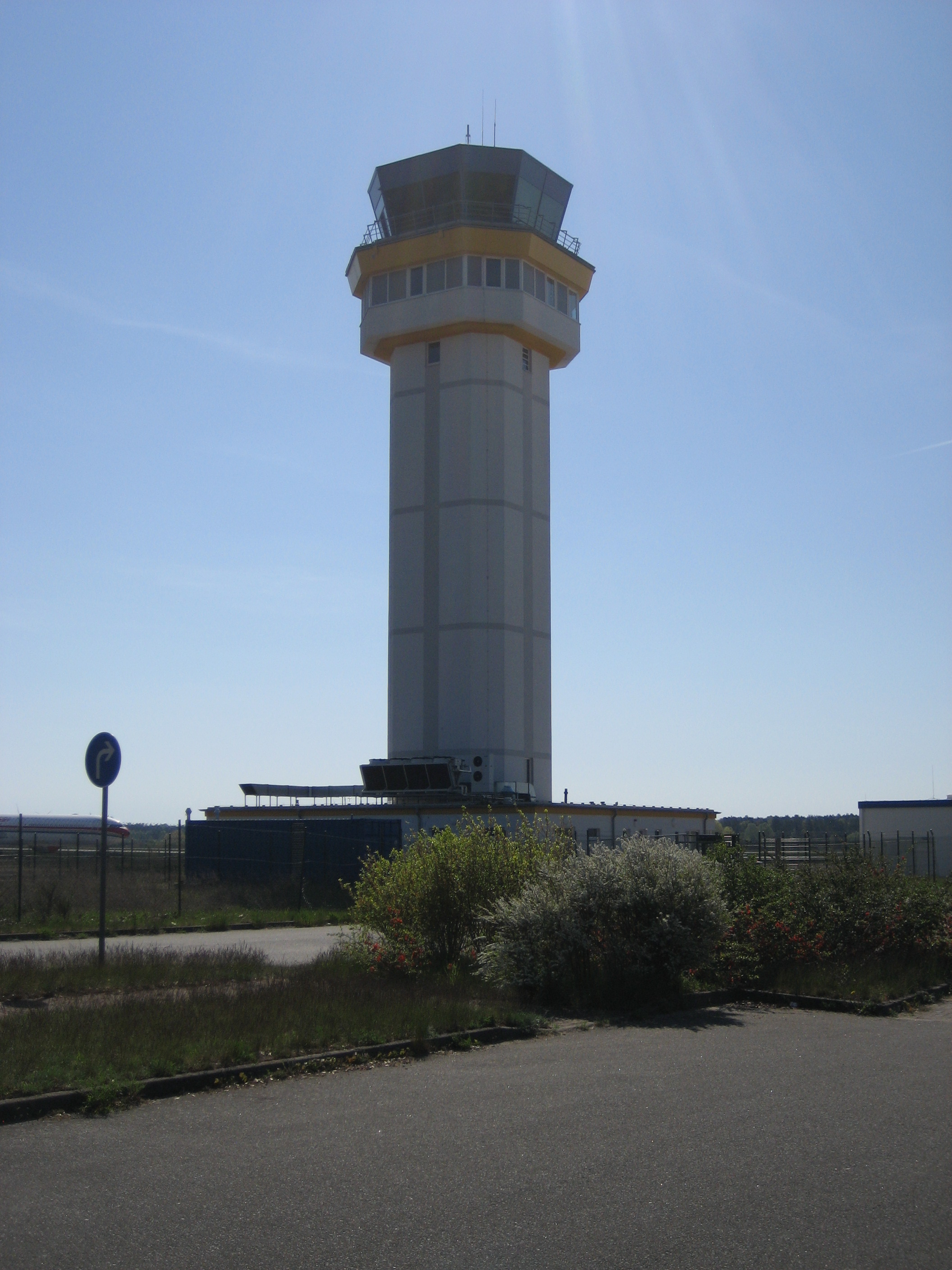
Der neue Tower im Jahr 2016

Ab 1. Juli 2007 ging der Flugplatz für 30 Millionen Euro in den Besitz der in Peking beheimateten LinkGlobal Logistics Co. Ltd. von Jonathan Pang über. Außerdem war eine Bürgschaft von 15 Millionen Euro zur Sicherung des Flughafenbetriebs bis 2010 nachzuweisen. Die Gesellschaft führte Frachttransporte zwischen Schwerin-Parchim und Zhengzhou in China durch. Der Kreis Parchim rechnete mit zusätzlich 1000 Arbeitsplätzen durch die erhofften Investitionen. Seit Mitte 2007 wurden u. a. Frachtflüge nach China durchgeführt. Allerdings ließ LinkGlobal immer wieder Zahlungstermine verstreichen und führte erforderliche bauliche Maßnahmen nicht aus. Das Mecklenburg-Vorpommersche Innenministerium prüfte 2010 einen weitgehenden Forderungsverzicht.
Im Mai 2015 wurde der provisorische Tower durch einen 36 Meter hohen Tower ersetzt.
Im Jahr 2017 wurde der Flughafen vorrangig von großen deutschen Fluggesellschaften für Schulungsflüge genutzt (von rund 2300 Starts nur 126 nicht im Schulungsbetrieb) und verzeichnete 54 abgefertigte Passagiere.

### Insolvenz und Schließung
Im Dezember 2018 wurden 20 der verbliebenen 25 Angestellten am Flughafen entlassen. Am 2. Mai 2019 stellte die Betreibergesellschaft beim Amtsgericht Schwerin einen Insolvenzantrag. Nachdem der Flugbetrieb beendet wurde, dient die Landebahn als Parkplatz und Teststrecke für Autos.
Die Betriebsgenehmigung für den Flughafen Schwerin-Parchim wurde am 12. April 2019 ausgesetzt. Der Flughafen wurde am 1. Februar 2023 offiziell geschlossen.
Mittlerweile werden auf dem Rollfeld und der Landebahn Autos gelagert. Die BLG Autoterminal Deutschland GmbH & Co. KG kann hier bis zu 10.000 für den Weitertransport abstellen. Gebäude dienen kleineren Speditionen als Lagerhallen. Die zukünftige Nutzung des Flugplatzes bleibt jedoch ungeklärt.

## Medien
Von 2008 bis 2014 begleitete das Filmbüro-Süd den Investor Jonathan Pang. Daraus entstand der 2015 erstmals gezeigte Dokumentarfilm Parchim International, der unter anderem das Projekt der Neugestaltung des Flughafens zeigt. Seit dem 17. Mai 2016 lief der Film in deutschen Kinos und war zudem auf einigen Dokumentarfilm-Festivals zu sehen.